# Cyberpunk: Edgerunners
Cyberpunk: Edgerunners (japonsky サイバーパンク エッジランナーズ, Saibápanku Eddžirannázu) je japonský akční anime seriál ze světa videohry Cyberpunk 2077 od studia CD Projekt Red. Anime vyrobilo japonské Studio Trigger pod dohledem polského CD Projektu a všech jeho deset dílů mělo premiéru 13. září 2022 na službě Netflix. Příběh seriálu se odehrává ve světě Cyberpunku, který vytvořil Mike Pondsmith, přibližně rok před událostmi hry Cyberpunk 2077.
Seriál Cyberpunk: Edgerunners se po svém vydání dočkal pozitivního přijetí. Kritici chválili jeho postavy, animaci a worldbuilding. V říjnu 2022 společnost CD Projekt oznámila, že anime nedostane druhou řadu, protože vždy bylo plánováno jako samostatný titul. Uvedla však, že je otevřena spolupráci s Triggerem a pokud by další seriál vznikl, nebyl by tak pokračováním stávajícího.

## Příběh
Příběh se odehrává v budoucnosti, v inspirovaném fiktivním městě Night City z videohry Cyberpunk 2077. Hlavní hrdina je sedmnáctiletý teenager David Martinez, který studuje akademii fiktivní firmy Arasaka. Jeho matka Gloria Martinez pracuje jako záchranářka a platí vysoké poplatky za studium svého syna. David ovšem musí neustále snášet ponižování od svých spolužáků, jejichž rodiče jsou manažeři v Arasace. Jednoho dne však je spolužákem šikanován a vydírán, aby školu opustil. Davidova matka je smrtelně postřelena během přestřelky na mostě v centru města a když na následky zranění a nezaplacené zdravotní péče umírá, tak David si nechá nainstalovat do svého těla mocný kyberware, který mu dá bezrozměrnou sílu. Když je ve škole opět šikanován spolužáky, tak jednoho z nich udeří a je proto ze školy vyloučen.
Později nachází net-runnerku a zlodějku Lucy, se kterou se dostává do party pouličního gangu. Během příběhu však začíná stoupat nejen jeho síla, ale také nevyrovnanost osobnosti a děj ukáže, jak se postaví ke svému osudu.

## Dabing postav
| Postava         | Japonský dabing | Anglický dabing      |
| --------------- | --------------- | -------------------- |
| David Martinez  | Kenn            | Zach Aguilar         |
| Lucy Kušimada   | Aoi Júki        | Emi Lo               |
| Rebecca         | Tomojo Kurosawa | Alex Cazares         |
| Maine           | Hiroki Tóči     | William C. Stephens  |
| Dorio           | Mičiko Kaiden   | Marie Westbrook      |
| Pilar           | Wataru Takagi   | Ian James Corlett    |
| Kiwi            | Takako Honda    | Stephanie Wong       |
| Falco           | Jasujuki Kase   | Matthew Mercer       |
| Faraday         | Kazuhiko Inoue  | Gianarcarlo Esposito |
| Ripperdoc       | Kendžiró Cuda   | Borge Etienne        |
| Gloria Martinez | Jurika Hino     | Gloria Garajua       |
| Adam Smasher    | Jukihiro Misono | Alec Newman          |

## Seznam dílů
| Č. v seriálu | Č. v řadě | Původní název   | Český název        | Režie             | Scénář                                                                                        | Premiéra na Netflixu |
| ------------ | --------- | --------------- | ------------------ | ----------------- | --------------------------------------------------------------------------------------------- | -------------------- |
| 1            | 1         | Let You Down    | Nezklamu tě        | Jošijuki Kaneko   | námět: Bartosz Sztybor, Jan Bartkowicz a Łukasz Ludkowski scénář: Jošiki Usa                  | 13. září 2022        |
| 2            | 2         | Like A Boy      | Jako kluk          | Júiči Šimodaira   | námět: Bartosz Sztybor, Jan Bartkowicz a Łukasz Ludkowski scénář: Jošiki Usa a Masahiko Ocuka | 13. září 2022        |
| 3            | 3         | Smooth Criminal | Elegantní zločinec | Mai Ówada         | námět: Bartosz Sztybor, Jan Bartkowicz a Łukasz Ludkowski scénář: Jošiki Usa a Masahiko Ócuka | 13. září 2022        |
| 4            | 4         | Lucky You       | Šťastlivec         | Akira Furukawa    | námět: Bartosz Sztybor scénář: Jošiki Usa a Masahiko Ócuka                                    | 13. září 2022        |
| 5            | 5         | All Eyez On Me  | Pod dohledem       | Kódai Nakano      | námět: Bartosz Sztybor scénář: Jošiki Usa a Masahiko Ócuka                                    | 13. září 2022        |
| 6            | 6         | Girl on Fire    | Hustá holka        | Jošijuki Kaneko   | námět: Bartosz Sztybor, Jan Bartkowicz a Łukasz Ludkowski scénář: Jošiki Usa a Masahiko Ócuka | 13. září 2022        |
| 7            | 7         | Stronger        | Silnější           | Tomojuki Munehiro | námět: Bartosz Sztybor, Jan Bartkowicz a Łukasz Ludkowski scénář: Masahiko Ócuka              | 13. září 2022        |
| 8            | 8         | Stay            | Zůstaň             | Júiči Šimodaira   | námět: Bartosz Sztybor, Jan Bartkowicz a Łukasz Ludkowski scénář: Masahiko Ócuka              | 13. září 2022        |
| 9            | 9         | Humanity        | Lidstvo            | Akira Furukawa    | námět: Bartosz Sztybor, Jan Bartkowicz a Łukasz Ludkowski scénář: Masahiko Ócuka              | 13. září 2022        |
| 10           | 10        | My Moon My Man  | Na Měsíci          | Kódai Nakano      | námět: Bartosz Sztybor, Jan Bartkowicz a Łukasz Ludkowski scénář: Masahiko Ócuka              | 13. září 2022        |